# Кампеджине
Кампеджине (італ. Campegine) — муніципалітет в Італії, у регіоні Емілія-Романья,  провінція Реджо-Емілія.
Кампеджине розташоване на відстані близько 360 км на північний захід від Рима, 75 км на північний захід від Болоньї, 13 км на північний захід від Реджо-нелль'Емілії.
Населення — 5062 особи (2014).
Щорічний фестиваль відбувається 29 червня. Покровитель — S. Pietro.

## Демографія
Населення за роками:

Станом на 1 січня 2023 року в муніципалітеті офіційно проживало 778 іноземців з 38 країн, серед них 87 громадян країн Євросоюзу та 35 громадян України.

## Сусідні муніципалітети
- Кадельбоско-ді-Сопра
- Кастельново-ді-Сотто
- Гаттатіко
- Реджо-Емілія
- Сант'Іларіо-д'Енца